# SN 1963E
SN 1963E – supernowa typu I odkryta 23 stycznia 1963 roku w galaktyce IC1703. W momencie odkrycia miała maksymalną jasność 16,50m.